# Michotamia siamensis
Michotamia siamensis är en tvåvingeart som beskrevs av Tomasovic och Patrick Grootaert 2003. Michotamia siamensis ingår i släktet Michotamia och familjen rovflugor.
Artens utbredningsområde är Thailand. Inga underarter finns listade i Catalogue of Life.